# 蕭關
蕭關，分有漢蕭關、唐萧关、宋萧关，位於關中以北，今中國寧夏固原市東南，與武關、潼關、大散關並稱為「關中四關」，也被称为「秦之四塞」。為關中與塞北之間的交通要衝，主要用來抵抗塞外遊牧民族之侵略。位于清水河谷与泾河河谷的连接部分，自戰國、秦漢、唐宋以來，蕭關一直是關中與北方的軍事、經濟、文化交往的主要通道。设置萧关确切时间无载，但至少在秦朝，朝那县境的萧关(今原州区东南)已经是重要雄关。萧关在各朝代位置略有偏移，但位置都在宁夏固原三关口以北、古瓦亭关(今宁夏泾源县大湾境)以南的一段险要峡谷，泾河从旁边流过。现今宝中铁路和 344国道均从此关口经过，为交通要道。
萧关作为西北重要边关，是古代边塞诗词的重要意象。南北朝诗人何逊，唐朝诗人杜甫、盧綸、虞世南、王維、贾岛、陶瀚等，宋朝诗人陆游、司马光、梅尧臣所作之詩都提及此地。

## 歷史
秦始皇三十二年（前215年）夏秋之際，蒙恬自上郡出發，經榆林進入河套北部，一部軍由義渠、蕭關之道進入河套南部，兩軍所至，攻擊散落的匈奴部落，未遭遇重大抵抗。同年初冬，已將河套地區之匈奴部落全部掃蕩肅清，匈奴殘部向西北方向渡河而逃。蒙恬乃將兩軍推至黃河南岸，度過冬季，以待來年春季的戰鬥。
秦始皇三十三年（前214年）初春，蒙恬主力軍由九原（今內蒙古五原縣）渡過黃河，攻擊高闕與陶山（今狼山山脈），一部軍西渡黃河進入賀蘭山脈。匈奴震於秦之兵威，向北遠遁，戰國時期的秦國與趙國原被匈奴侵佔之地全部恢復。
汉文帝十四年（前166年）冬，匈奴14万骑兵攻破萧关，驻守萧关的北地都尉孙卬（áng）战死，匈奴在關中大肆破壞，烽火直达关中，长安震惊，匈奴掠夺了大量汉朝人口、财产和牲畜，成为汉初的一次振聋发聩的事件。漢朝歷代皇帝對蕭關的邊防即十分重視，汉武帝元鼎五年(前112年)十月，汉武帝越陇山（六盘山），登崆峒，出萧关，首次巡视安定郡（今宁夏固原），检查边防，史学家司马迁随从巡视。武帝于元封4年(前107年)再次前往蕭關巡視西北，下令开辟可通车马的回中道，是起自西汉首都长安，翻越六盘山，北出萧关，通往安定郡治高平(今固原原州区)，这条道路大大缩短了汉朝军队出兵河套平原和河西走廊的时间，并成为丝绸之路的一部分。这条道路自此也被称为萧关道。
魏、西晉、唐及北宋時，西北外患嚴重，蕭關扼守咽喉要道的作用因而更為顯著。
唐武则天时，置萧关大总管，统重兵镇守萧关，以备突厥南下。武周时期，太常寺少卿徐彦伯写下《登长城赋》提到萧关一带的险要形势。安史之乱期间，唐至德元年（756年），吐蕃占据萧关，长达百年。诗人司空图，曾作绝句《河湟有感》，感叹国土沦丧，描写了汉家儿童纷纷说胡语，面向城头骂汉人的情景。唐代宗广德元年，吐蕃由萧关出兵攻破唐帝国首都长安，劫掠15日，焚烧宫阙和皇帝陵寝。唐朝在建中四年（783年）于吐蕃举行清水之盟，唐朝拟定以萧关所扼守的弹筝峡为两国边界，但最终谈判破裂。唐大中十三年（公元859年）萧关才又被唐朝军队收复。
秦朝漢朝唐朝之蕭關都位於今寧夏固原之東南方约40里的峡谷内。北宋時，為防禦西夏，又在原蕭關原址以北200里，重築蕭關，稱為北蕭關，不久即废弃。西夏和北宋围绕萧关一带进行了一百多年的争夺。
明朝为防御瓦剌、鞑靼，加强了萧关道的防卫。

## 評價
- 唐·司空图：一自萧关起战尘，河湟隔断异乡春。
- 宋《武经总要》：“瓦亭寨，控陇山一带，即汉朝那县地，古萧关也。”
- 唐·李德裕：自陇山、天宁关北至萧关、原州、安乐州、乌兰桥等，皆是贼之险路，入寇要津，各要知兵马多少，何人主领。
- 《嘉靖固原州志》：“居高平第一，扼两山要口，控三水之交，当四镇之冲，歌五原之野，拥六盘山之险，掌七关之固，绾八营之道口，掀九塞之中肋”
- 清·顧祖禹：「自秦漢以來，為華戎之大限；襟带西凉，咽喉灵武」

## 原州七关
原州七关，是唐宋时期萧关附近的关隘，都在今宁夏固原市境内的六盘山山口处，唐朝为防御吐蕃所设置的七座关口，组成一座严密的防御体系。
- 石门关
- 木峡关
- 六盘关
- 制胜关
- 驿藏关
- 石峡关
- 木崝关